# РК Метковић
РК Метковић је рукометни клуб из Метковића основан 29. септембра 1963. који се такмичи у Премијер лиги Хрватске.
Од оснивања клуб је неколико пута мењао име. Основан је као РК Механика. После распада бивше државе у новом такмичењу узима име спонзора РК Метковић Развитак. Године 1999. га преузима нови спонзор и зове се РК Метковић Јамбо, да би 2003. добио данашње име.

## Историја клуба

### РК Механика
Клуб је основан 29. септембра 1963. године под именом "РК Механика". Прве утакмице игране су на травнатом терену фудбалског клуба Неретва и на земљаном терену дворишта градске основне школе, а клуб се такмичио у лигама на подручју тадашње СР Босне и Херцеговине, а разлог је био географски положај града Метковића на самој граници с Босном и Херцеговином, где је тада било много више рукометних клубова него на подручју од Сплита до Дубровника. Први председник клуба био је проф Миховил Мартић (Миће Мартић). Године 1965. гимназијалци под вођством проф. Томислава Воларевића граде отворено асфалтирано игралиште које је касније и осветљено. У првој генерацији играча било је доста „пребега" из фудбала, па су тако неке важне голове за опстанак клуба постигли бивши фудбалери.

### Друголигаш
До значајна квалитативног помака долази 1970. године. Клуб се почиње такмичити у Далматинској лиги, под вођством тренера Луке Вераје, те из године у годину прелази у виши ранг тајкмичења, те убрзо постаје стабилан и увек високо пласиран друголигашки клуб. Тадашња Механика забиљежила је између осталог раздобље од три године без пораза на свом терену у Метковићу, а у многим пријатељским међународним утакмицама побеђивала је познате клубове као што су прашка Дукла, немачки Гумерсбах, репрезентација Швајцарске, док је част гостима сачувао само шведски Луги.

### Прволигаш
Након шестогодишњег играња у тадашњој Другој савезној лиги, Механика је 1978, након квалификација у Светозареву, постала члан Прве савезне лиге. Због непостојања дворане у Метковићу, као и немогућности да финансијски прати конкуренте, играње у том рангу такмичења трајало је само годину дана, али је, ипак, иницирало почетак изградње Спортске дворане у Метковићу која је, нарочито захваљујући ангажману (дословно и физичком) људи из клуба и око њега, отворена 26. октобра 1982.

### Самостална држава
Оснивањем незавине државе направљена је реорганизација рукометног такмичења. Клуб је стартовао као друголигаш, али је одмах ускочио у виши разред у којем се и данас такмичи. У сезони 1996/97. освојено је четврто место и клуб је остварио право на учествовање у европском такмичењу. У два меча са мађарским ПИК Сегедом изгубио је једним голом разлике, али је стекао прво европско искуство. У том раздобљу клуб носи име главног спонзора РК Метковић Развитак
У сезони 1997/98. председништво клуба преузима Стипе Габрић-Јамбо. После освојеног петог места у првенству, амбиције клуба нису биле задовољене, па је након оставке тренера Мате Николића, екипу преузео Слободан Батиновић. Амбиције играча и управе имале су за циљ да клуб у такмичарској сезони 1998/99. освоји прво место у првенству и да у европским куповима постигне што боље резултате. Клуб се појачава репрезентативцима, долазе Горан Јерковић, Петар Метличић, Ренато Сршен, Синиша Маркота, Марио Перчин, Ренато Сулић и тренер Илија-Дука Пуљевић, а клуб се такмичи под именом „РК Метковић Јамбо“. На првенственој тавели клуб се нашао на другом месту, иза непобедивог Загреба Бадел 1862. и осигурао је право да се такмичи у Купу ЕХФ.

### Освајање Купа ЕХФ
Како се амбиције о првом мјесту нису оствариле, управа клуба је у сезони 1999/2000. довела нова појачања, „кући“ су се вратили Давор Доминиковић и Славко Голужа, а дошли су још Дарио Јагић, мађарски репрезентативац Ђерђ Жигмонд, те словенски репрезентативац Роландо Пушник. Тренера Илију Пуљевића замијенио је у децембру 1999. Ивица Обрван-Линци, опет Метковац, који је уједно био и играч.
Те сезоне клуб поново осваја друго место у првенству, а остварује и највећи успех у историји клуба освајањем Купа ЕХФ-а. Куп је освојен у финалној борби с немачким Фленсбургом из истоименог града. Овај трофеј освојили су: Драган Јерковић, Никша Калеб, Марио Бјелиш, Славко Голужа, Здравко Медић, Ивица Обрван (као играч и тренер), Давор Доминиковић, Ђерђ Жигмонд, Синиша Маркота, Петар Метличић, Ренато Сршен и Роландо Пушник.

### Одузимање титуле
Након што се клубу на припремама у Словенији придружио репрезентативац Блаженко Лацковић, његов прелаз оспорио је (тада по први пут другопласирани) РК Загреб Бадел 1862, те је клубу административним путем због погрешке у регистрацији играча одузета титула државног првака. Ради тога у клубу наступа велико разочарање, па уместо градоначелника Стипе Габрића-Јамбе на председничко место долази тадашњи жупан дубровачко-неретвански Иво Шпрље, клуб напуштају и многи репрезентативци, али упркос свему клуб узастопно до сезоне 2004/05. осваја друга места и игра евро купове. У том раздобљу у клубу се између осталих афирмисао и по многима најбољи рукометаш света Ивано Балић, а играло је и доста других младих репрезентативаца.

### Стечај
Након плодног раздобља дошло је до смене управе и на чело клуба долази Слободан Батиновић. Клуб су напустили многи играчи, а клуб се ослања на младе снаге. До сезоне 2007/08. клуб је котирао при средини табеле, али је над клубом ради релативно великих дуговања покренут стечајни поступак у којем се клуб и данас налази. Све је то резултовало освајањем 13. мјеста које је водило у другу лигу, али је клуб, након промене система такмичења, остао прволигаш. Клубу је судски додељена стечајна управница Зденка Марушић. Данас је клуб поново у врху табеле Премијер Лиге.

## Највећи успеси клуба
- победник Купа ЕХФ-а 2000.
- финалист Купа ЕХФ-а 2001.
- победник Хрватског купа 2001, 2002.
- учесник Лиге шампиона 2001/02., 2003/04., 2004/05.
- клуб је освојио и титулу првака Хрватске 2002. године, али му је одузета административним путем

## Познати играчи
| - - поникли у Метковићу: - Патрик Ћавар - Пако - Славко Голужа-Кета - Никша Калеб - Кина - Драган Јерковић - Јера - Давор Доминиковић - Владимир Јелчић - Мана - Ивица Обрван - Линци - Иван Чупић - Марио Бјелиш - Горан Јерковић |  | - - стекли афирмацију - Ивано Балић - Петар Метличић - Ренато Сулић - Блаженко Лацковић - Валтер Матошевић - Марио Келентрић - Ђерђ Жигмонд - Иван Вукас - Ненад Кљајић - Иван Марковски |  | - - из времена РК Механике: - Слободан Батиновић - Орбо - Влахо Ловрић - Лора - Томислав Драгун - Бранко Миливојевић - Лука Вераја - Перо Вераја - Томислав Вераја - Мишо - Јурица Воларевић - Здравко Вучићевић - Томо Драговић - Томина |

## Познати тренери
- Звонимир Сердарушић - Нока
- Ивица Обрван
- Илија Пуљевић
- Мојмир Мајић
- Јерко Алујевић